# بایک هیون-مان
بایک هیون-مان (انگلیسی: Baik Hyun-man؛ زادهٔ ۲۷ ژانویهٔ ۱۹۶۴) بوکسور اهل کره جنوبی بود.
از افتخارات وی میتوان به کسب مدال نقره در بازی‌های المپیک تابستانی ۱۹۸۸ اشاره کرد.